# Jesús Neira Rodríguez
Jesús María Joaquín Neira Rodríguez (Granada, 1953 - Madrid, 29 d'agost de 2015) fou un conferenciant i professor universitari espanyol, dedicat a l'ensenyament del Dret a la Universitat Camilo José Cela de Madrid.
El 2 d'agost de 2008 fou agredit a Majadahonda, a la província de Madrid, per voler defensar una dona que estava sent víctima de violència de gènere.
El 5 d'agost, Jesús Neira acudeix a l'hospital Puerta de Hierro, on ja havia sigut atès anteriorment com a l'hospital de Móstoles, cap dels quals li va detectar el vessi cerebral fins aleshores. Llavors els metges li van induir el coma a l'Hospital Puerta de Hierro de Majadahonda.
El 8 d'agost de 2008 la família Neira interposa una denúncia contra la Comunitat de Madrid per possibles negligències mèdiques. Mentre Jesús Neira romania en coma (que va durar dos mesos), Esperanza Aguirre li donà la Medalla d'Or l'Orde del Mèrit Civil.
El gener de 2009, estant encara hospitalitzat, la presidenta de la Comunitat de Madrid Esperanza Aguirre li va oferir la presidència del Consell Assessor de l'Observatori contra la Violència de Gènere de la Comunitat de Madrid, càrrec del qual va tenir possessió el 30 de novembre del mateix any. Des de llavors ha aparegut en nombrosos programes de televisió, principalment debats, en els quals s'ha dedicat quasi sempre a criticar i atacar la política i justícia espanyola, principalment el Govern de José Luis Rodríguez Zapatero i el PSOE, amb un discurs molt radical i emprant un llenguatge agressiu, arribant en moltes ocasions a l'insult i a la desqualificació.
Neira postulà en el seu llibre de 2010, España sin democracia, que a Espanya no existeix una verdadera democràcia ni llibertat política.
Es va filtrar a les notícies que va ser imputat per un delicte contra la seguretat viària el passat 25 d'agost de 2010, en circular per l'autopista M-40 de Madrid triplicant l'índex d'alcoholèmia permès. En el judici ràpid, celebrat una setmana després, se'l condemnà per un delicte contra la seguretat viària a pagar una multa de deu euros al dia durant sis mesos (1.800 euros), a fer tasques en benefici a la comunitat i se li retirà el permís de conduir durant deu mesos. Això va fer que fins i tot sectors del PP, partit al qual és afí, demanessin la dimissió en els càrrecs que ocupa. Arran de l'incident, Aguirre demanà la dimissió del seu càrrec dins de l'Observatori contra la Violència de Gènere, petició que rebutjà afirmant que es tracta d'una persona "èticament irreprotxable". La rèplica de la Presidenta de la Comunitat de Madrid fou la supressió de l'Observatori argumentant que es tractava d'una mesura prevista dins del pla d'ajust econòmic. En substitució de Neira, el Consell de Govern de Madrid designà la vocal Concha Sierra en l'assumpció de la presidència, fins al moment del tancament de l'observatori.